# جیمی کالینز (بازیکن فوتبال، زاده ۱۹۸۴)
جیمی کالینز (انگلیسی: Jamie Collins؛ زادهٔ ۲۸ سپتامبر ۱۹۸۴) بازیکن فوتبال اهل بریتانیا است.
از باشگاه‌هایی که در آن بازی کرده‌است می‌توان به باشگاه فوتبال همپتون و ریچموند بورو، باشگاه فوتبال نیوپورت کانتی، باشگاه فوتبال ایستلی، باشگاه فوتبال هاوانت و واترلوویل، باشگاه فوتبال ساتون یونایتد، باشگاه فوتبال واتفورد، باشگاه فوتبال فارست گرین راورز و باشگاه فوتبال آلدرشات تاون اشاره کرد.